# 新华传媒
上海新华传媒股份有限公司（上交所：600825）是中華人民共和國上海市一家出版发行公司，業務有图书发行、报刊经营、广告代理与物流配送。新华传媒曾拥有《申江服务导报》（已關閉）、《房地产时报》《人才市场报》、《I时代报》、《上海学生英文报》以及《晨刊》等报刊的独家经营权。下属公司從事《解放日报》、《新闻晨报》、《新民晚报》、《文汇报》等报刊的广告代理商業務。該公司隸屬於上海新华发行集团，上海地區的新華書店由該公司經營。
2000年，上海新华发行集团有限公司成立，上海地區的新华书店由其經營。新華傳媒于2006年10月成立。當年10月17日，新华传媒借殼上市，华联超市的股票变更为新华传媒的股票。

## 外部連結
- 官方网站